# Associazione Sportiva Fanfulla 1950-1951
Questa voce raccoglie le informazioni riguardanti l'Associazione Sportiva Fanfulla nelle competizioni ufficiali della stagione 1950-1951.

## Stagione
È stato un discreto campionato per il Fanfulla, quello di Serie B nella stagione 1950-51, la squadra bianconera si è piazzata sesta con 42 punti, nel torneo che ha promosso in Serie A la Spal con 58 punti ed il Legnano con 54.

## Rosa
| N. |                   | Ruolo | Calciatore        |
| -- | ----------------- | ----- | ----------------- |
|    | Italia (bandiera) | A     | Alfredo Ajelli    |
|    | Italia (bandiera) | D     | Mario Antozzi     |
|    | Italia (bandiera) | P     | Carlo Baggini     |
|    | Italia (bandiera) | A     | Alfio Balbiano    |
|    | Italia (bandiera) | A     | Onorio Busnelli   |
|    | Italia (bandiera) | A     | Florindo Cabrini  |
|    | Italia (bandiera) | C     | Carlo Ceriotti    |
|    | Italia (bandiera) | A     | Pietro Cesari     |
|    | Italia (bandiera) | D     | Mario Castellazzi |
|    | Italia (bandiera) | A     | Andrea Colombo    |
|    | Italia (bandiera) | C     | Bassano Daccò     |
|    | Italia (bandiera) | A     | Natale Dalcerri   |

| N. |                   | Ruolo | Calciatore             |
| -- | ----------------- | ----- | ---------------------- |
|    | Italia (bandiera) | A     | Andrea Marzani         |
|    | Italia (bandiera) | C     | Domenico Mussino       |
|    | Italia (bandiera) | A     | Pier Carlo Pozzi       |
|    | Italia (bandiera) | C     | Vittorio Schiavi       |
|    | Italia (bandiera) | P     | Gianbattista Servidati |
|    | Italia (bandiera) | C     | Giuseppe Sichel        |
|    | Italia (bandiera) | C     | Mario Sichel           |
|    | Italia (bandiera) | C     | Luciano Soldat         |
|    | Italia (bandiera) | A     | Aldo Vigoni            |
|    | Italia (bandiera) | D     | Luigi Visintainer      |
|    | Italia (bandiera) | D     | Giovanni Visintin      |

## Risultati

### Serie B

#### Girone di andata
| Venezia 10 settembre 1950 1ª giornata | Venezia | 2 – 1 | Fanfulla | Stadio Pierluigi Penzo |

| Lodi 17 settembre 1950 2ª giornata | Fanfulla | 2 – 1 | Vicenza | Stadio Dossenina |

| Arbitro: | Tassini (Verona) |

|                                           |           |  |
| Ajelli 32’ Cesari 58’ Busnelli 81’ (rig.) | Marcatori |  |

| Treviso 20 dicembre 1950 4ª giornata | Treviso | 1 – 0 | Fanfulla | Stadio Omobono Tenni |

| Arbitro: | Tibaldi (Savona) |

|                          |           |                                    |
| Busnelli 43’, 57’ (rig.) | Marcatori | 20’ Trevisani 34’ Dini 68’ Bennike |

| Arbitro: | Cartei (Firenze) |

|                |           |  |
| Garavoglia 72’ | Marcatori |  |

| Arbitro: | Matteucci (Roma) |

|  |           |              |
|  | Marcatori | 25’ Busnelli |

| Arbitro: | Piemonte (Monfalcone) |

|                         |           |            |
| Cesari 57’ Dalcerri 76’ | Marcatori | 66’ Fabbri |

| Verona 12 novembre 1950 10ª giornata | Verona | 3 – 0 | Fanfulla | Stadio Marcantonio Bentegodi |

| Lodi 19 novembre 1950 11ª giornata | Fanfulla | 3 – 0 | Pisa | Stadio Dossenina |

| Bari 26 novembre 1950 12ª giornata | Bari | 0 – 1 | Fanfulla | Stadio della Vittoria |

| Lodi 20 settembre 1998 13ª giornata | Fanfulla | 3 – 0 | Modena | Stadio Dossenina |

| Ancona 10 dicembre 1950 14ª giornata | Anconitana | 0 – 2 | Fanfulla | Stadio Dorico |

| Lodi 17 dicembre 1950 15ª giornata | Fanfulla | 4 – 0 | Seregno | Stadio Dossenina |

| Arbitro: | Maurelli (Roma) |

|                            |           |             |
| Candiani 22’ Bartolini 64’ | Marcatori | 44’ Marzani |

| Arbitro: | Franzi (Vercelli) |

|           |           |  |
| Fiumi 12’ | Marcatori |  |

| Lodi 7 gennaio 1951 18ª giornata                                    | Fanfulla  | 1 – 1 referto | Salernitana | Stadio Dossenina |
| \| \| \| \| \| Busnelli 61’ (rig.) \| Marcatori \| 15’ Giorgetti \| |           |               |             |                  |
|                                                                     |           |               |             |                  |
| Busnelli 61’ (rig.)                                                 | Marcatori | 15’ Giorgetti |             |                  |

| Siracusa 14 gennaio 1951 19ª giornata    | Siracusa  | 4 – 1  | Fanfulla | Stadio Vittorio Emanuele III |
| \| \| \| \| \| \| Marcatori \| Soldat \| |           |        |          |                              |
|                                          |           |        |          |                              |
|                                          | Marcatori | Soldat |          |                              |

| Arbitro: | Rigato (Mestre) |

|                  |           |  |
| Mussino 13’, 79’ | Marcatori |  |

| Arbitro: | Maurelli (Roma) |

|                                                                    |           |              |
| Trevisan 10’ Pravisano 42’ Bertoni III 49’ Colpo 63’ Eidefjäll 65’ | Marcatori | 85’ Dalcerri |

#### Girone di ritorno
| Lodi 4 febbraio 1951 22ª giornata | Fanfulla | 7 – 2 | Venezia | Stadio Dossenina |

| Vicenza 11 febbraio 1951 23ª giornata | Vicenza | 2 – 0 | Fanfulla | Stadio Romeo Menti |

| Cremona 18 febbraio 1951 24ª giornata | Cremonese      | 0 – 0 | Fanfulla | Stadio Giovanni Zini\| Arbitro: \| Savio (Torino) \| |
| Arbitro:                              | Savio (Torino) |       |          |                                                      |

| Lodi 25 febbraio 1951 25ª giornata | Fanfulla | 1 – 0 | Treviso | Stadio Dossenina |

| Arbitro: | Occhinegro (Taranto) |

|                             |           |                        |
| Trevisani 32’ Rosignoli 68’ | Marcatori | 6’ Marzani 21’ Cabrini |

| Arbitro: | Piemonte (Monfalcone) |

|                                             |           |                          |
| Marzani 9’ Mussino 46’, 71’ Cadè 66’ (aut.) | Marcatori | 12’, 54’ Fusco 60’ Klein |

| Arbitro: | Poggipollini (Ferrara) |

|             |           |  |
| Marzani 86’ | Marcatori |  |

| Arbitro: | Coppolone (Bari) |

|                                           |           |              |
| Bettini 6’, 48’ Lovagnini 37’ Bonaiti 86’ | Marcatori | 35’ Dalcerri |

| Arbitro: | Franzi (Vercelli) |

|                                              |           |             |
| Mussino 10’ Balbiano 51’ Busnelli (rig.) 71’ | Marcatori | 2’, 7’ Sega |

| Arbitro: | Matteucci (Roma) |

|                                      |           |  |
| Trapanelli 44’ Biagioli 65’ Loni 75’ | Marcatori |  |

| Arbitro: | Battistini (Bologna) |

|             |           |             |
| Vergani 36’ | Marcatori | 78’ Marzani |

| Arbitro: | Tibaldi (Savona) |

|                 |           |             |
| Manenti 3’, 41’ | Marcatori | 65’ Marzani |

| Arbitro: | Molon (Verona) |

|                                     |           |  |
| Dalcerri 21’ Mussino 42’ Cesari 59’ | Marcatori |  |

| Seregno 13 maggio 1951 36ª giornata | Seregno | 3 – 1 | Fanfulla | Stadio Ferruccio Trabattoni |

| Arbitro: | Coppolone (Bari) |

|            |           |                                            |
| Cesari 64’ | Marcatori | 4’ (aut.) Antozzi 50’ Orlando 82’ Catalano |

| Arbitro: | Cartei (Firenze) |

|                  |           |                            |
| Balbiano 9’, 44’ | Marcatori | 63’, 72’ Banci 88’ Frugali |

| Salerno 3 giugno 1951 39ª giornata                                                                            | Salernitana | 3 – 3 referto                        | Fanfulla | Stadio Comunale |
| \| \| \| \| \| Bertoloni 22’, 67’ Scopigno 57’ (rig.) \| Marcatori \| 8’ Balbiano 47’ Marzani 52’ Busnelli \| |             |                                      |          |                 |
| |             |                                      |          |                 |
| Bertoloni 22’, 67’ Scopigno 57’ (rig.)                                                                        | Marcatori   | 8’ Balbiano 47’ Marzani 52’ Busnelli |          |                 |

| Arbitro: | Vilella (Trieste) |

|                  |           |  |
| Mussino 20’, 53’ | Marcatori |  |

| Arbitro: | Pieri (Trieste) |

|              |           |             |
| Frignani 10’ | Marcatori | 51’ Mussino |

| Arbitro: | Piemonte (Monfalcone) |

|                                                |           |                          |
| Balbiano 13’ Marzani 19’, 50’, 88’ Mussino 31’ | Marcatori | 29’ Molina 89’ Pravisano |

## Statistiche

### Statistiche di squadra
| Competizione | Punti | In casa | In casa | In casa | In casa | In casa | In casa | In trasferta | In trasferta | In trasferta | In trasferta | In trasferta | In trasferta | Totale | Totale | Totale | Totale | Totale | Totale | DR |
| Competizione | Punti | G       | V       | N       | P       | Gf      | Gs      | G            | V            | N            | P            | Gf           | Gs           | G      | V      | N      | P      | Gf     | Gs     | DR |
| ------------ | ----- | ------- | ------- | ------- | ------- | ------- | ------- | ------------ | ------------ | ------------ | ------------ | ------------ | ------------ | ------ | ------ | ------ | ------ | ------ | ------ | -- |
| Serie B      | 42    | 20      | 15      | 2       | 3       | 52      | 22      | 20           | 3            | 4            | 13           | 17           | 39           | 40     | 18     | 6      | 16     | 69     | 61     | +8 |

### Statistiche dei giocatori
| Giocatore      | Serie B  | Serie B |
| Giocatore      | Presenze | Reti    |
| -------------- | -------- | ------- |
| A. Ajelli      | 3        | 1       |
| M. Antozzi     | 39       | 0       |
| C. Baggini     | 2        | -6      |
| A. Balbiano    | 18       | 5       |
| O. Busnelli    | 34       | 10      |
| F. Cabrini     | 9        | 1       |
| M. Castellazzi | 24       | 0       |
| C. Ceriotti    | 23       | 0       |
| P. Cesari      | 21       | 6       |
| A. Colombo     | 4        | 1       |
| B. Daccò       | 1        | 0       |
| N. Dalcerri    | 35       | 11      |
| A. Marzani     | 24       | 19      |
| D. Mussino     | 32       | 12      |
| P. Pozzi       | 8        | 0       |
| V. Schiavi     | 25       | 0       |
| G. Servidati   | 38       | -55     |
| G. Sichel      | 1        | 0       |
| M. Sichel      | 22       | 0       |
| L. Soldat      | 19       | 1       |
| A. Vigoni      | 3        | 1       |
| L. Visintainer | 17       | 0       |
| G. Visintin    | 38       | 0       |